# 細川元隆
細川 元隆（ほそかわ もとたか）は、江戸時代の武士。細川阿波守護家出身。

## 概要
12歳の時に徳川秀忠に仕え、万治元年（1658年）6月14日には家督を継承し医師として江戸幕府に仕えた。貞享4年（1687年）7月10日に致仕した。
実父は坂上池院家の宗説。坂上池院家は医師として代々室町幕府に仕えた坂家の一流で源頼光の末裔・源光信の五男・坂光角の末裔とされる。初代は九仏で、子の十仏が足利尊氏に仕えた。十仏からは士仏-起宗-大勇-嘉邦-進月-定国-光国-貴祐（惟天）-宗仙-宗説と続いた。